# 伯格曼环化反应
Bergman环化反应（伯格曼环化反应），又称Bergman反应；Bergman芳构化反应
共轭的烯二炔通过分子内环化生成1,4-苯双自由基（对苯炔）或其类似物的一类环化反应。 这个反应是由美国化学家 Robert George Bergman（1942年－）在 1972 年发现的。
启动反应的关键反应条件是加热或者光照。第一步烯二炔环化为苯双自由基的反应是一个典型的可逆电环化反应，一般产生的苯双自由基接下来与反应体系中氢供体（如1,4-环己二烯）作用，产生苯的衍生物，1,4-环己二烯则转化为芳香性的苯。但是如果反应体系中不存在氢供体，那么就很容易发生自由基之间的偶联反应。
反应中如果用四氯化碳处理产生的双自由基，则产物将是对二氯苯的衍生物。如果用甲醇，则得苄醇的衍生物。
理论上所有包含共轭烯二炔结构的底物都有可能发生 Bergman 环化反应，但实际上各种底物的反应性随着两个炔基之间距离的不同而有很大的差别。Nicolaou 提出两个炔外端碳原子的距离（cd值）越小时环化越容易进行，而且距离在 3.20～3.31 Å 之间时反应才会在室温下进行。例如，1,2-二(二苯基膦基乙炔基)苯经过与 Pd2+ 配位后，发生环化反应的温度可以大大降低。类似也可推测出环状的共轭烯二炔比非环烯二炔更容易发生环化。例如，下图所示的环癸-3-烯-1,5-二炔在 37 °C 的较低温度下即可发生 Bergman 环化。
Bergman 环化是具有共轭烯二炔骨架结构的抗癌抗菌素类化合物（如刺孢霉素、esperamicin）生物活性机制的重要一步。这类物质都有特定的结构特点，它以共轭烯二炔结构为骨架，一个可以激活并启动自由基反应的基团（如多硫化物）作为启动基团，较大张力结构以抑活，作为保险机制，以及抑制活性的一部分如寡糖链，以稳定活性中心。其作用机制为启动基团产生的亲核试剂对张力结构进行麦克尔加成，使 β-碳构型发生改变，从而使活性中心产生苯双自由基，然后自由基从DNA链上夺取氢原子，从而造成DNA不可修复的损伤。天然存在的共轭烯二炔具有很强的抗癌抗菌生理活性，但因其不稳定且具有毒性，临床上应用较少。目前如何设计并合成出具有生理活性、低毒、稳定的共轭烯二炔化合物，是研究者追求的目标，其中核心结构共轭烯二炔的合成已经有很大的进展。吉妥单抗即是这样的药物之一。
为了解释海洋天然产物 sporolides 中氯苯结构的生成，有研究者认为该结构是以氯化物盐类作为氯源合成的。这个机理得到实验的支持。有人用如下环状共轭烯二炔在 37 °C 发生 Bergman 环化（速控步，一级），并用溴化锂作为卤源捕获中间体苯双自由基，经过一个极不稳定的芳基负离子中间体，它再从乙酸或溶剂二甲基亚砜中夺取质子，成功得到了一个卤苯衍生物。